# Christian Landenberger

Christian Landenberger, Selbstbildnis 1912

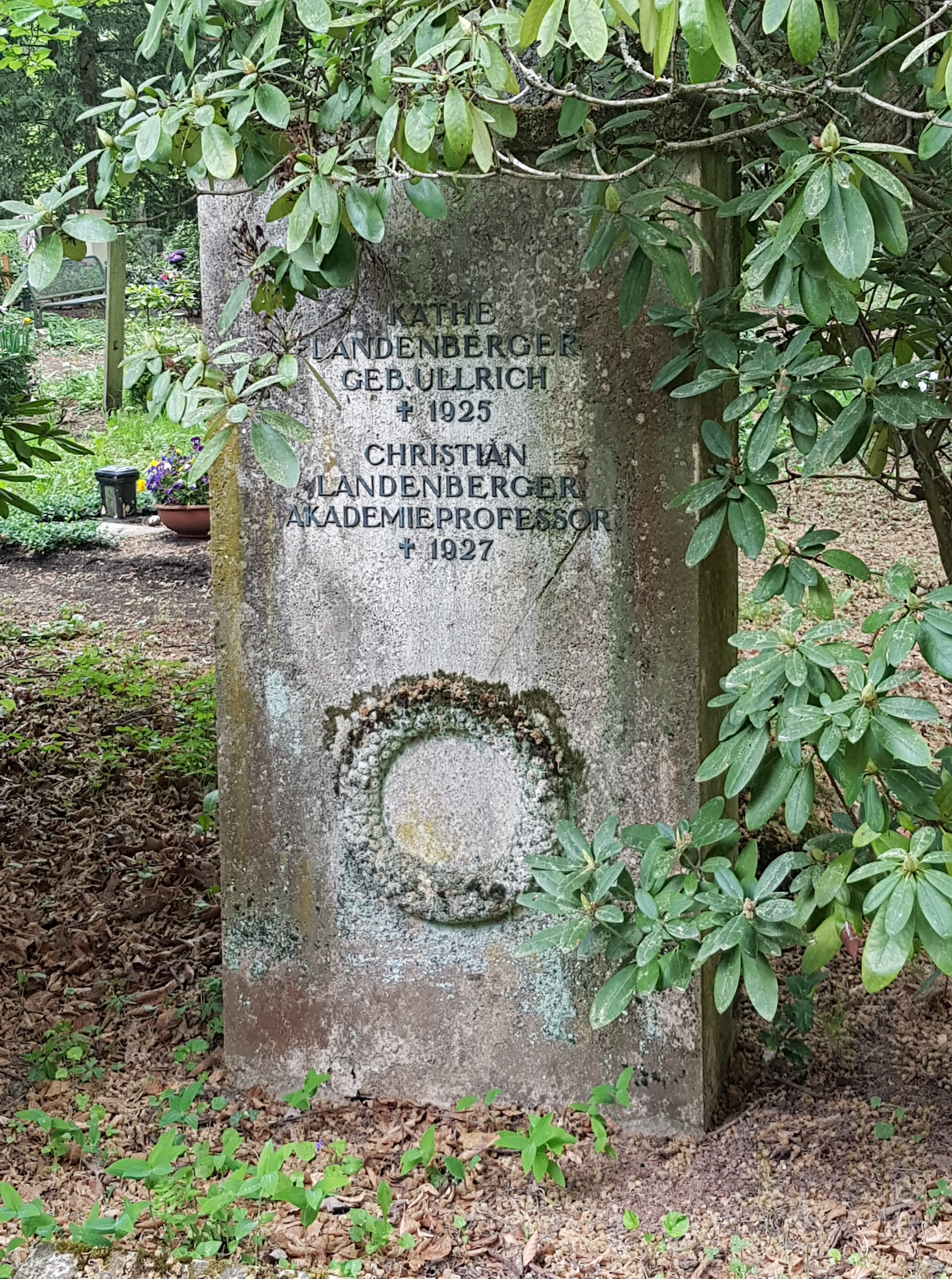
Grabstätte auf dem Stuttgarter Waldfriedhof

Christian Adam Landenberger (* 7. April 1862 in Ebingen; † 13. Februar 1927 in Stuttgart) war ein impressionistischer Maler und Professor an der Stuttgarter Kunstakademie. Landenberger ist besonders durch seine Landschaftsbilder bekannt geworden.

## Leben
Christian Landenberger wurde als zweites von neun Kindern von Christian Adam Landenberger und Anna Maria Landenberger, geborene Glunz, in Ebingen geboren. Ab 1879 erhielt er eine künstlerische Ausbildung an der Stuttgarter Kunstschule. Von 1883 bis 1887 studierte er an der Münchner Akademie, wo sich seit Mitte des 19. Jahrhunderts eine neue Malweise durchgesetzt hatte, die zu einer Schule der Freilichtmaler geführt hat. 1890 folgte seine erste öffentliche Ausstellung auf der Münchner Internationalen Kunstausstellung, zwei Jahre später wurde er Gründungsmitglied der Münchner Secession und stellte regelmäßig bis 1916 aus. Im Jahr 1895 gründete er eine private Malschule, zwischen 1899 und 1905 arbeitete er als Zeichenlehrer an der Damenakademie des Münchner Künstlerinnenvereins. Die Stuttgarter Akademie berief ihn 1905 „auf die im Etat [des Jahres] neuerrichtete Professur für ‚technisches Malen‘“. Christian Adam Landenberger war Mitglied im Deutschen Künstlerbund.
Er verstarb am 13. Februar 1927 in Stuttgart. Seine letzte Ruhestätte fand er auf dem dortigen Waldfriedhof.
1973 wurde auf Initiative des Neffen Hans Landenberger die „Christian-Landenberger-Gesellschaft“ gegründet, die sich 1978 wieder auflöste.

## Stil und Technik
Zu Beginn seiner Entwicklung malte Landenberger realistische Milieuschilderungen in dunkler Tonigkeit. Nach 1890 bekamen seine Bilder, unter gänzlicher Aufgabe von Lokalfarben, mit aufgesetzten Lichtern und breitem Pinselstrich, mehr Helligkeit. Christian Landenberger gilt als Vorreiter der deutschen Freilichtmalerei. Seit 1919 entdeckte Landenberger die Radierung für sich, mit der er bevorzugt religiöse Motive ausführte.

## Motive

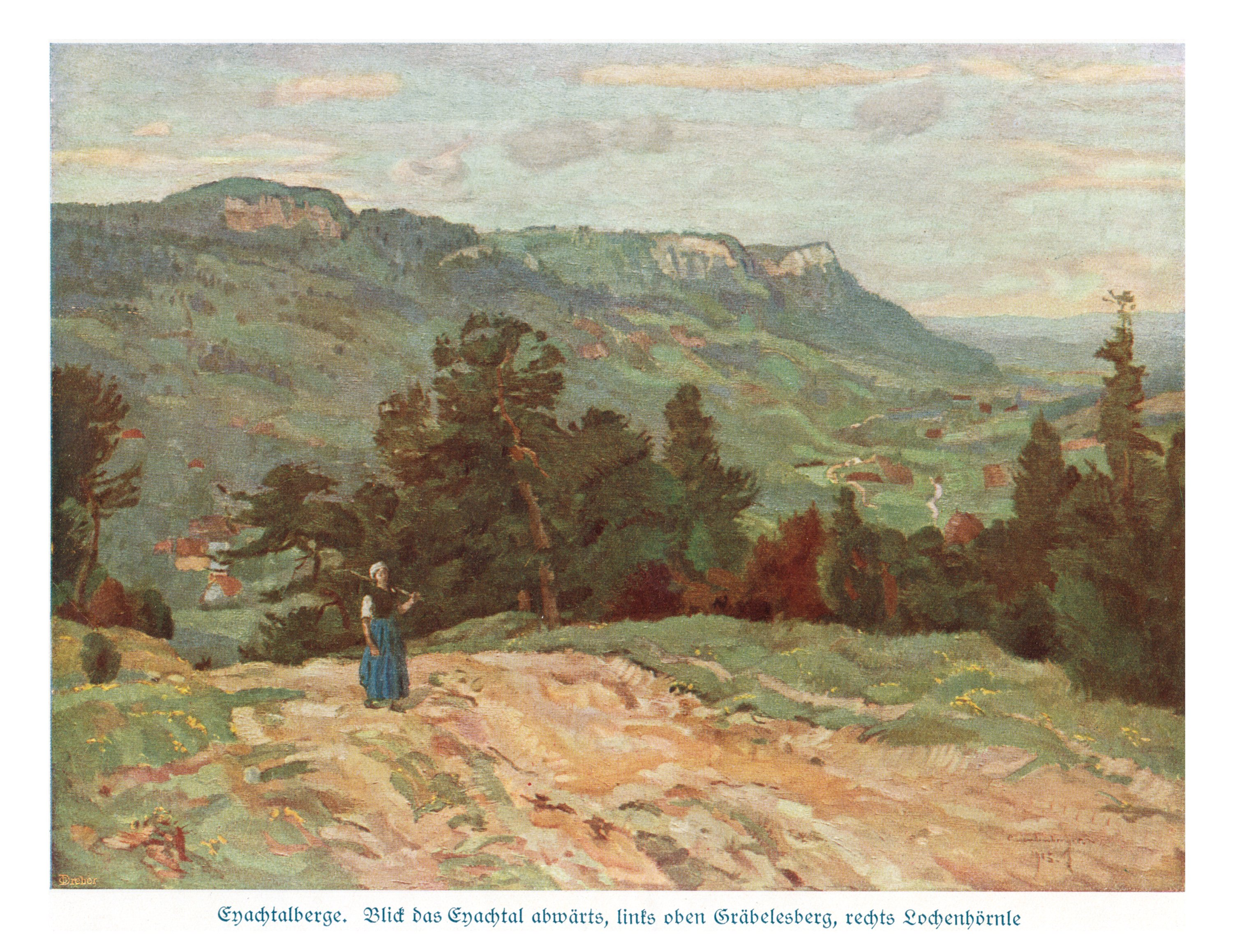
Das Lochenhörnle (um 1914)
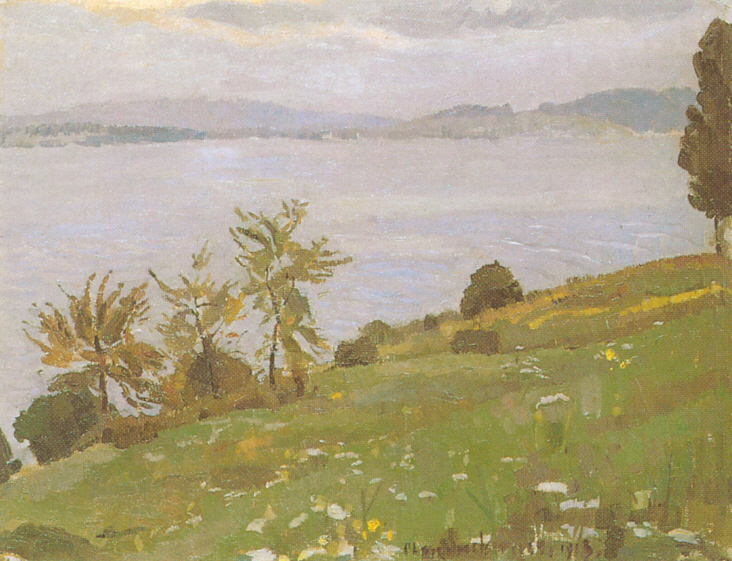
See-Ufer (1913)
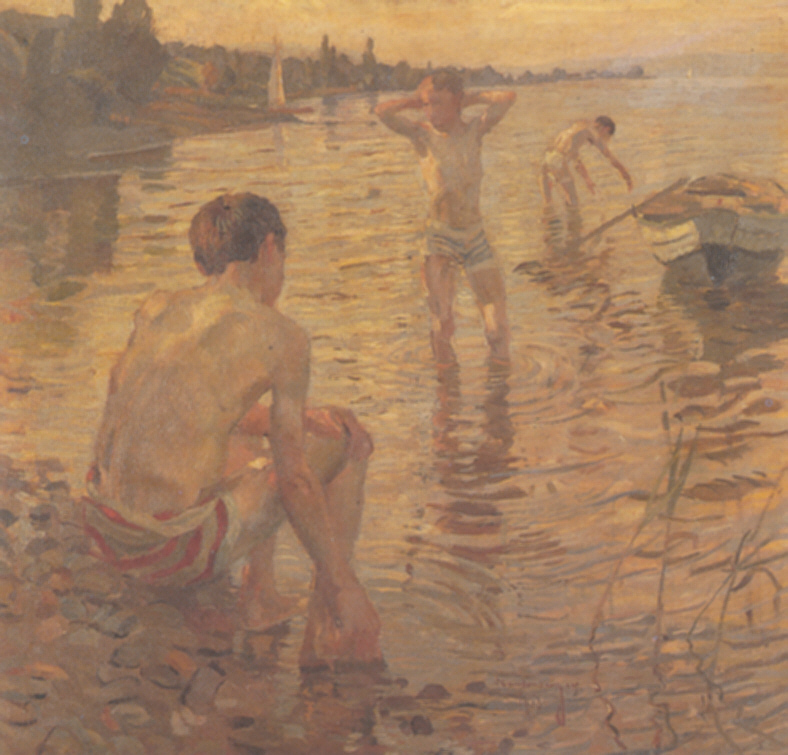
Badende Knaben, Dingelsdorf I (1913)
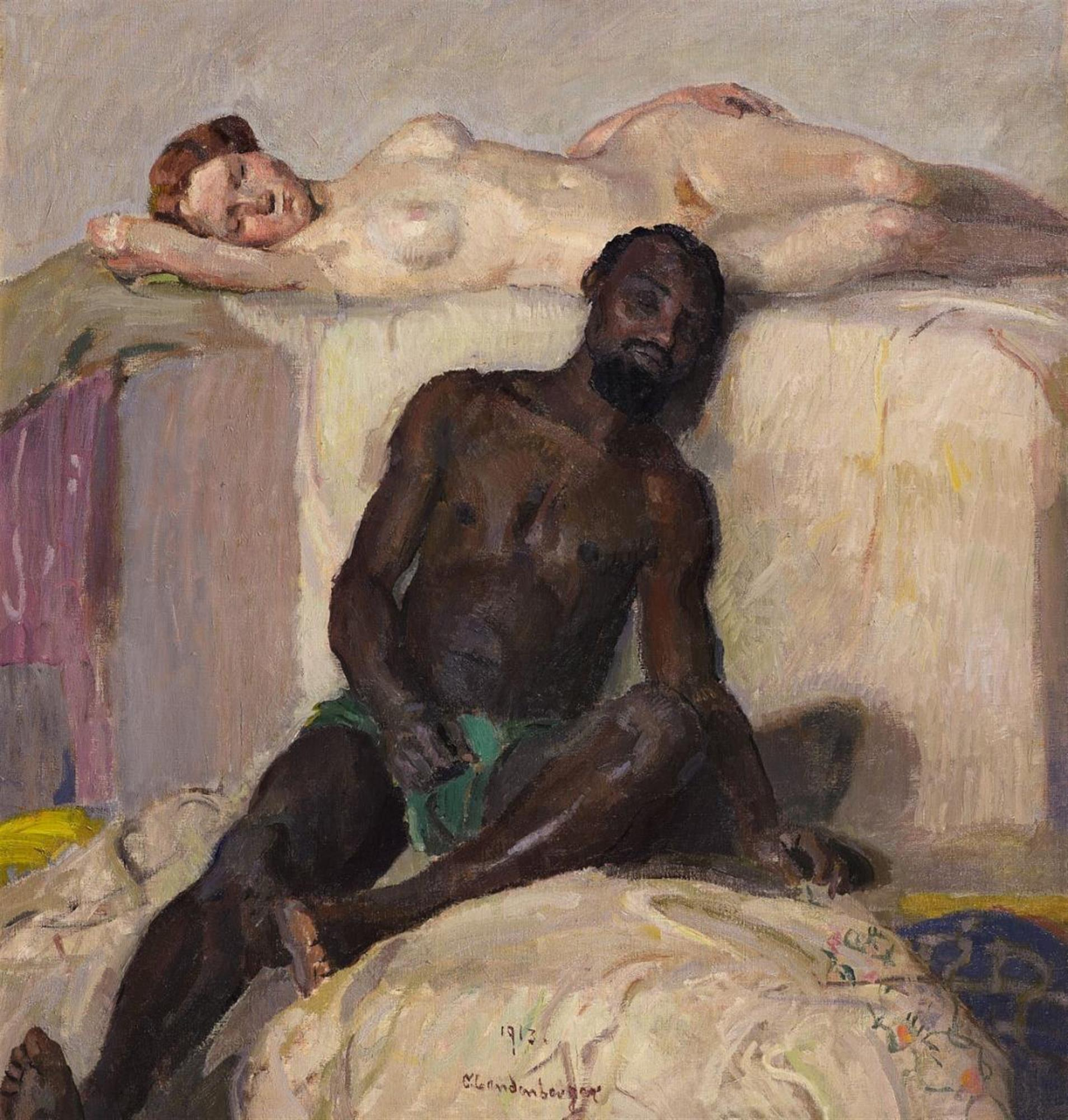
Haremsszene (1913)

Landenberger malte unter anderem im Tal der Oberen Donau (dort vor allem in und bei Gutenstein), im Schwarzwald, auf der Schwäbischen Alb, am Bodensee, am Ammersee, in Norwegen, auf der Insel Sylt sowie an der holländischen Nordsee-Küste. Er malte bevorzugt Freilichtmotive, aber auch Stillleben, Interieurs, allegorische und religiöse Darstellungen gehören mit zu Landenbergers Werken. Von 1893 bis 1915 beschäftigte er sich mit dem Motiv der „Badenden Knaben“.

## Schülerinnen und Schüler (Auswahl)
| - Hans Barthelmess - Marie Baselli - Martha Bernstein - Jakob Bräckle - Leo Hubert Braun - Elisabeth Büchsel - Martha Cunz - Eugen Ehmann - Wilhelm Geyer - Ernst H. Graeser - Gottfried Graf - Franz Heinrich Gref - Hanns Hagenauer - Manfred Henninger - Julius Herburger | - Paul Kälberer - Edmund Daniel Kinzinger - Maxim Köhler - Rudolf Kuhn - Otto Meyer-Amden - Oswald Poetzelberger - Alfred Renz - Hermann Rombach - Wilhelm Hugo Rupprecht - Wilhelm Schäffer - Alois Schenk - Oskar Schlemmer - Peter Jakob Schober - Hermann Stenner - Albrecht von Urach - Alfred Wickenburg |

## Hauptwerke (Auswahl)
Mit mehr als 70 Gemälden, rund 200 Zeichnungen und mehr als 160 Blatt Druckgrafik beherbergt das Kunstmuseum Albstadt den bedeutendsten Bestand an Werken des Künstlers.
- Nun ade, du stilles Haus (1897), Öl/Lwd., Inv.Nr.LG 3, Kunstmuseum Albstadt
- Porträt Johannes Hartmann (1906/07)
- Dame an einem Kaffeetisch I (1911), Öl/Lwd., Inv.Nr. LG (SWG) 40
- Der Frühling (1910/1913), Villa Haux, Albstadt-Ebingen
- Bildnis Brigitte Gussmann (1916), Inv.nr.LG 60

## Ausstellungen (mit Katalog)
- Christian Landenberger – Blickpunkte. Galerie Albstadt, 22. Oktober 2005 bis 19. Februar 2006. ISBN 3-934439-22-5.
- Der deutsche Impressionismus. Kunsthalle Bielefeld, 22. November bis 28. Februar 2010. ISBN 978-3-8321-9274-7.